# 보충군단
보충군단(독일어: Ersatzkorps 에르자츠코릅스[*])은 제1차 세계 대전 당시 독일 육군의 군단급 부대 중 하나이다.
보충군단은 1914년 8월 18일 여러 보충사단들(근위보충, 제4보충, 제8보충, 제10보충, 제19보충)을 1개 군단으로 편성하라는 제6군사령부의 명령으로 조직되었다. 퇴역했던 루트비히 폰 팔켄하우젠 보병대장이 복귀하여 군단장을 맡았다.
보충사단들은 활동 중인 연대들의 대체용 2선부대로서 조직되었다. 각각의 여단보충대대(Brigade-Ersatz-Bataillone)들은 2개 중대들로 이루어져 있었고 모(母)보병사단의 번호를 그대로 따랐다. 각 보병연대에는 1개 보충대대가 딸렸다. 기병보충분견대 및 포병보충분견대 역시 마찬가지로 활동 중인 기병연대 및 포병연대에서 편성되었다.
1914년 9월 17일 서부전선 남익 알자스-로렌에서 제6군 병력 일부를 분리하여 팔켄하우젠 분견군이 편성되었다. 분견군을 제외한 본 병력은 북쪽으로 행군하여 바다로의 질주에 참여했다. 보충군단의 지휘관 및 참모들이 분견군으로 옮가면서 보충군단은 소멸했다.

## 참고 자료
- Cron, Hermann (2002). Imperial German Army 1914-18: Organisation, Structure, Orders-of-Battle [first published: 1937]. Helion & Co. ISBN 1-874622-70-1.
- Ellis, John; Cox, Michael (1993). The World War I Databook. Aurum Press Ltd. ISBN 1-85410-766-6.
- Busche, Hartwig (1998). Formationsgeschichte der Deutschen Infanterie im Ersten Weltkrieg (1914 bis 1918) (독일어). Institut für Preußische Historiographie.
- Histories of Two Hundred and Fifty-One Divisions of the German Army which Participated in the War (1914-1918), compiled from records of Intelligence section of the General Staff, American Expeditionary Forces, at General Headquarters, Chaumont, France 1919. The London Stamp Exchange Ltd (1989). 1920. ISBN 0-948130-87-3.
- The German Forces in the Field; 7th Revision, 11th November 1918; Compiled by the General Staff, War Office. Imperial War Museum, London and The Battery Press, Inc (1995). 1918. ISBN 1-870423-95-X.